# Codex Vercellensis

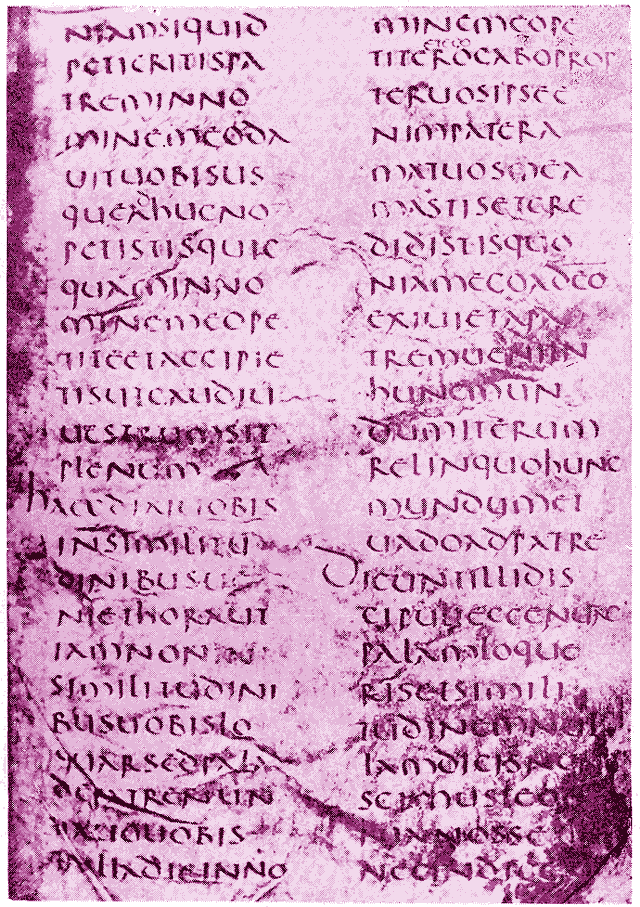
Codex Vercellensis

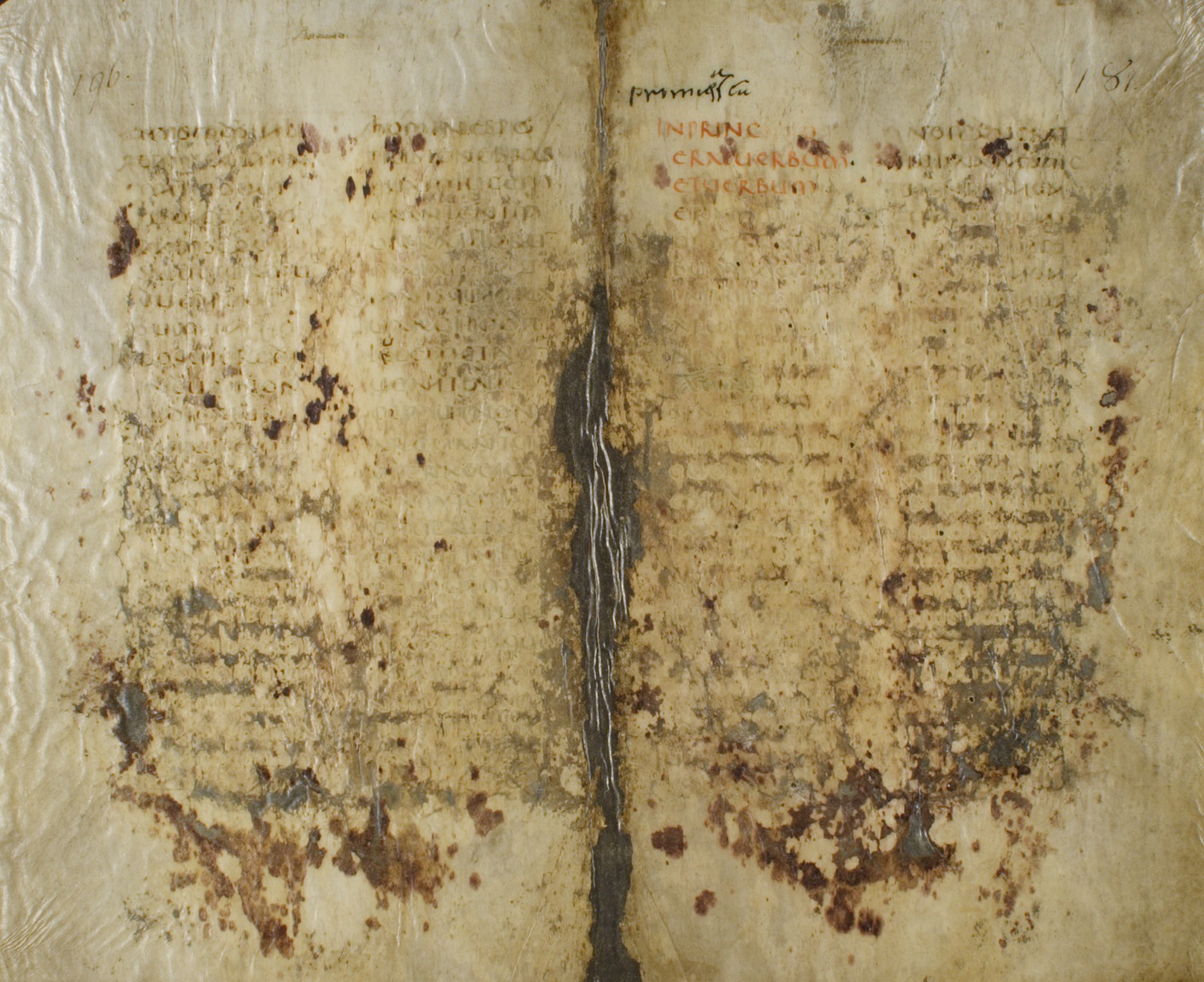
Fol. 196v und 181r

Der Codex Vercellensis (Siglum a, Nr. 3 nach Beuron) ist die älteste erhaltene Handschrift des Neuen Testaments in lateinischer Sprache. Er entstand im 4. Jahrhundert und enthält den Text der vier Evangelien in der Übersetzung der Vetus Latina in der westlichen Reihenfolge (Matthäus, Johannes, Lukas, Markus), außerdem den Euthalianischen Apparat. Der Text ist auf purpurgefärbtem Pergament mit silberner und goldener Tinte geschrieben.
Der Text endet bei Mark. 15.15 und wurde ab Mark 16.7-20 durch einen Vulgatatext ergänzt. Vor Matth. 3. 16 enthält er als einziger die Ergänzung Et cum baptizaretur, lumen ingens circumfulsit de aqua, ita ut timerent omnes qui advenerant. Der Text weist erhebliche Ähnlichkeiten mit dem Codex Corbeiensis II auf.
Die Handschrift war in einem sehr schlechten Zustand. Anfang des 20. Jahrhunderts wurde sie restauriert. Einige Textpassagen bleiben unleserlich. Die Handschrift befindet sich in der Kathedralbibliothek in Vercelli in Italien.
Eine Überlieferung besagt, die Handschrift sei unter Bischof Eusebius von Vercelli angefertigt worden.

## Ausgaben
- Giovanni Andrea Irico: Sacrosanctus Evangeliorum Codex Sancti Eusebii Vercellensis. 2 Bände, In Regia Curia, Mailand 1748 (online: Band 1, Band 2).
- Giuseppe Bianchini, Rome, 1749, in: Jacques Paul Migne (Hrsg.): Patrologia Latina, Band XII, Sp. 141–338.
- Johannes Belsheim: Codex Vercellensis. Libraria Mallingiana, Christiania 1897.
- Aidan Gasquet: Codex Vercellensis (= Collectanea biblica Latina. Band III). F. Pustet, Rom 1914.
- Adolf Jülicher, Walter Matzkow, Kurt Aland (Hrsg.): Itala. Das Neue Testament in altlateinischer Überlieferung. Walter de Gruyter, Berlin 1938–1972.